# Loma del Madroño
Loma del Madroño är en ort i Mexiko, tillhörande kommunen Jiquipilco i den nordvästra delen av delstaten Mexiko. Orten hade 515 invånare vid folkräkningen 2010.